# Afrobeata firma
Afrobeata firma är en spindelart som beskrevs av Wesolowska, van Harten 1994. Afrobeata firma ingår i släktet Afrobeata och familjen hoppspindlar. Inga underarter finns listade i Catalogue of Life.